# Jorim

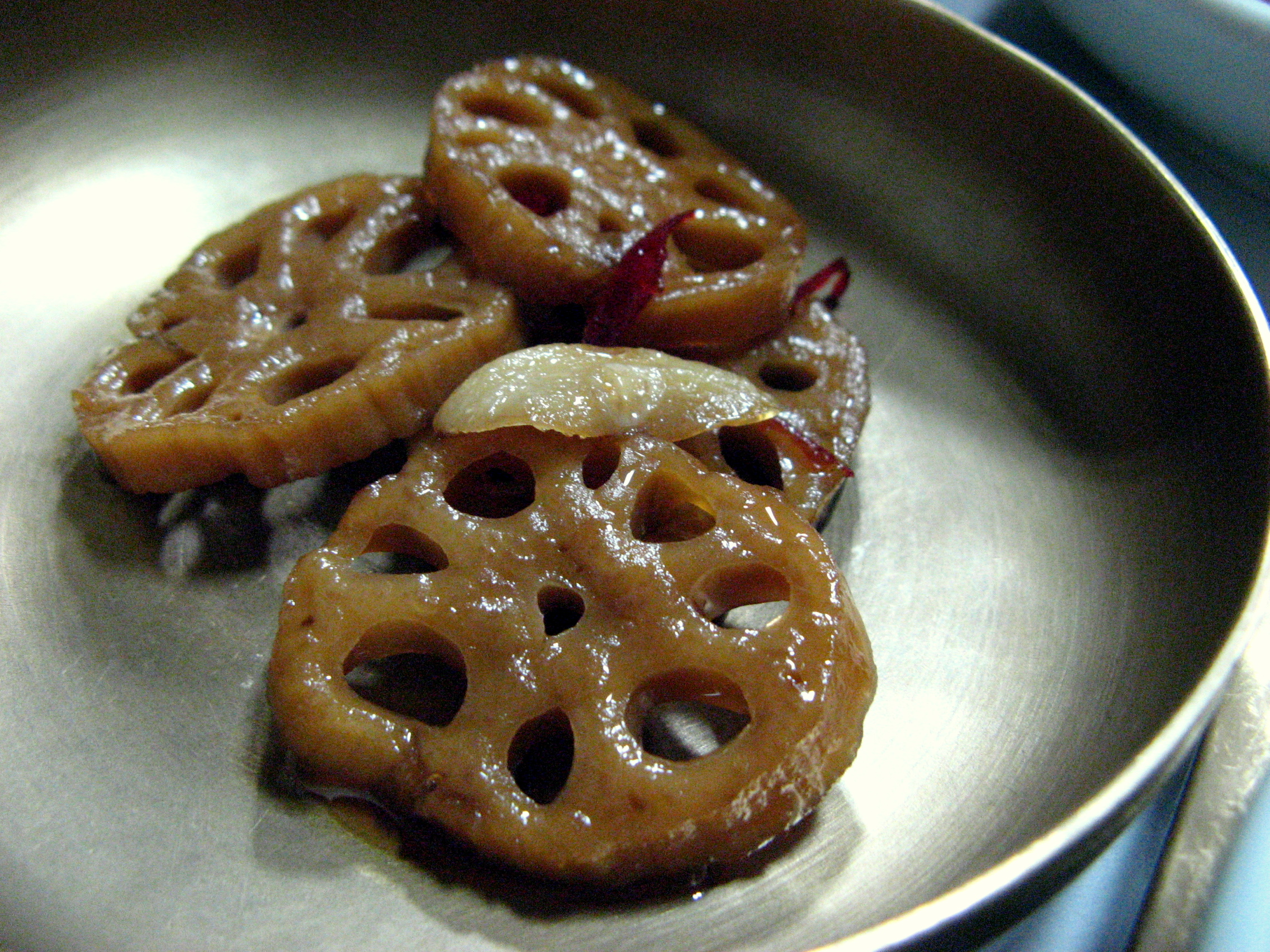
Yeongeun jorim (연근조림), à base de racine de lotus.

Le jorim (hangul : 조림) est un plat mijoté dans un bouillon assaisonné de la cuisine coréenne. Il est un sous-ensemble des plats d'accompagnement que sont les banchan.

## Différents types
- Dubu jorim (두부조림), à base de tofu.
- Ggaetnip jorim (깻잎조림), à base de feuilles de perilla.
- Godeungeo jorim (고등어조림), à base de maquereaux, radis et assaisonnements.
- Jang jorim (장조림), à base de bœuf et d’œufs.
- Yeongeun jorim (연근조림), à base de racine de lotus.

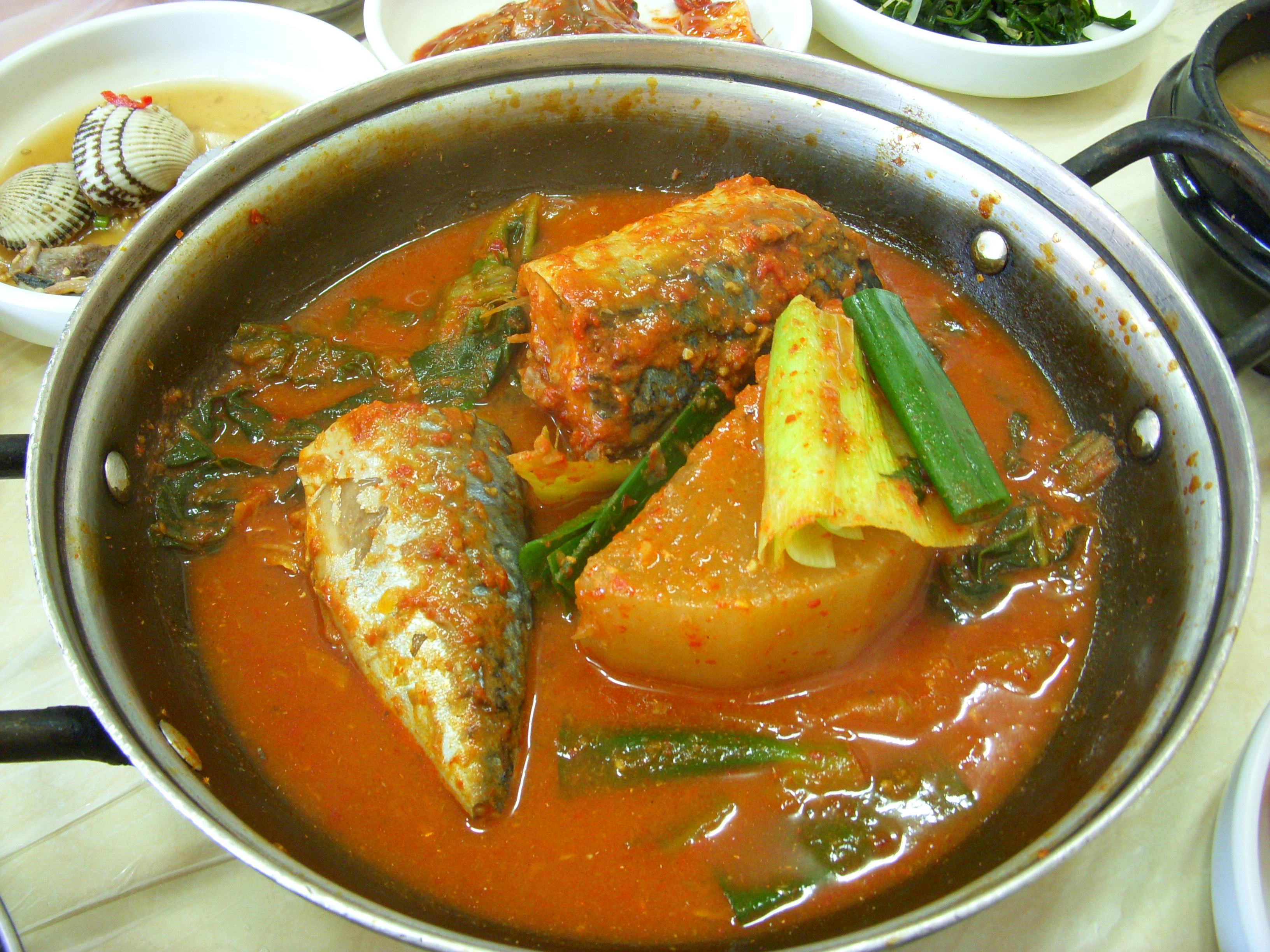
Godeungeo jorim (고등어조림), à base de maquereaux, radis et assaisonnements.